# Epidermolisi bollosa giunzionale
L'epidermolisi bollosa giunzionale è una forma di epidermolisi bollosa ereditaria, una genodermatosi caratterizzata dalla formazione di bolle a livello della lamina lucida in seguito a lievi traumi.

## Epidemiologia
L'epidermolisi bollosa giunzionale ha un'incidenza di 2,04 casi ogni 100 000 abitanti e una prevalenza di 0,44 casi ogni 100 000 abitanti. Non sembrano esservi differenze a seconda del sesso, etnia o nazionalità.

## Classificazione
Le epidermolisi bollose semplici vengono distinte in generalizzate e localizzate a seconda dell'estensione di malattia. Ciascun tipo comprende a sua volta diversi sottotipi che si differenziano a seconda del gene mutato e delle caratteristiche cliniche.
| Sottotipo                                                                               | Ereditarietà | Gene                                        | Proteina                                             | Gravità            |
| --------------------------------------------------------------------------------------- | ------------ | ------------------------------------------- | ---------------------------------------------------- | ------------------ |
| Epidermolisi bollosa giunzionale generalizzata severa                                   | AR           | LAMA3, LAMB3, LAMC2                         | laminina 332                                         | severa             |
| Epidermolisi bollosa giunzionale generalizzata intermedia                               | AR           | LAMA3, LAMB3, LAMC2, COL17A1                | laminina 332, collagene di tipo XVII                 | intermedia         |
| Epidermolisi bollosa giunzionale generalizzata ad esordio tardivo                       | AR           | COL17A1                                     | collagene di tipo XVII                               | intermedia         |
| Epidermolisi bollosa giunzionale generalizzata con atresia pilorica                     | AR           | ITGA6A, ITGB4                               | integrina α6β4                                       | severa o letale    |
| Epidermolisi bollosa giunzionale generalizzata con coinvolgimento respiratorio e renale | AR           | ITGA3                                       | subunità α3 integrina                                | letale             |
| Epidermolisi bollosa giunzionale localizzata                                            | AR           | LAMA3, LAMB3, LAMC2, COL17A1, ITGA6A, ITGB4 | laminina 332, collagene di tipo XVII, integrina α6β4 | lieve o intermedia |
| Epidermolisi bollosa giunzionale localizzata inversa                                    | AR           | LAMA3, LAMB3, LAMC2                         | laminina 332                                         | intermedia         |
| Sindrome laringo-onico-cutanea                                                          | AR           | LAMA3a                                      | subunità 3α laminina                                 | severa             |

## Patogenesi
L'epidermolisi bollosa giunzionale è causata da mutazioni in geni che codificano per proteine localizzate a livello della lamina lucida. Le mutazioni vengono trasmesse in quasi tutti i casi con modalità autosomico recessiva.

## Clinica
Forme generalizzate
- L'epidermolisi bollosa giunzionale generalizzata severa è la forma a trasmissione autosomico recessiva a prognosi severa causata da mutazioni nonsense o frameshift nei geni LAMA3, LAMB3, LAMC2 codificanti per le subunità della laminina 332. Le lesioni si verificano alla nascita o poco dopo e sono costituite da bolle siero-emorragiche, dolenti che si estendono progressivamente su gran parte della superficie cutanea, particolarmente naso, bocca, collo, gomiti, tronco, glutei e cosce; sono frequentemente coinvolte anche la mucosa orale, faringea, laringea, genito-urinaria e la cornea. Le bolle si rompono dando luogo ad erosioni dalla lenta guarigione, suscettibili a sovrainfezioni che evolvono in croste contenenti tessuto di granulazione esuberante o guariscono con esiti cicatriziali atrofici e chiazze iperpigmentate post-infiammatorie dai bordi irregolari. In una minoranza di casi si può osservare sindattilia. La fragilità cutanea è tale che si possono formare nuove lesioni bollose in seguito a traumi o sfregamenti lievi della cute. Il coinvolgimento delle mucose determina disfagia, difficoltà di alimentazione, raucedine e stridore laringeo. Alle mucose genitali si possono verificare stenosi del meato uretrale, ritenzione urinaria e conseguente idronefrosi. La formazione di bolle nella cornea causa dolorose ulcere corneali. Si può osservare alopecia cicatriziale, perdita delle ciglia e delle sopracciglia. I denti presentano malformazione dello smalto, corrosione alveolare e vengono persi prematuramente; la dentina viene risparmiata. Il tessuto di granulazione esuberante a livello del letto ungueale, alle pieghe ungueali e all'iponichio determina falangi distali eritematose e bulbose, distrofia ungueale e perdita delle lamine ungueali. Le lesioni pigmentate sono di più comune riscontro rispetto alla popolazione generale. La difficoltà di alimentarsi determina anemia refrattaria e ritardo di crescita. Si possono verificare gravi complicanze quali stenosi laringea e stenosi esofagea. Molti pazienti muoiono nella prima infanzia in seguito a infezioni croniche e impossibilità ad alimentarsi.[2][3]
- L'epidermolisi bollosa giunzionale generalizzata intermedia è una forma a trasmissione autosomico recessiva causata da mutazioni nei geni LAMA3, LAMB3, LAMC2, COL17A1, codificanti per le subunità della laminina 332 e per il collagene di tipo XVII. Le lesioni si verificano alla nascita o poco dopo e sono costituite da bolle siero-emorragiche, dolenti, generalizzate, che guariscono con esiti cicatriziali atrofici ma tendono ad interessare una superficie più contenuta rispetto alla forma severa e la formazione di nuove lesioni bollose tende ad attenuarsi nell'età adulta. Parte della superficie cutanea può essere interessata da mosaicismo revertante in cui la mutazione ereditaria presente nel DNA delle cellule affette viene naturalmente corretta da eventi genetici spontanei.[4] Le mucose sono quasi sempre coinvolte ma le lesioni si presentano con gravità inferiore rispetto alla forma severa e le stenosi laringee ed esofagee sono meno comuni. In questa forma è molto requente il riscontro di alopecia cicatriziale, assottigliamento dei capelli, perdita della ciglia e delle sopracciglia e ipotricosi. Si possono verificare ulcere corneali. Si riscontrano malformazioni dello smalto, corrosione alveolare e perdita prematura dei denti. Le unghie sono distrofiche e si può verificare il distacco delle lamine ungueali. La deformazione delle falangi distali è più contenuta rispetto alla forma severa e la sindattilia è rara. I pazienti solitamente sopravvivono fino all'età adulta.[5]
- L'epidermolisi bollosa giunzionale generalizzata ad esordio tardivo è una forma rara a trasmissione autosomico recessiva causata da mutazioni nel gene COL17A1, codificante per il collagene di tipo XVII.[6] Le lesioni sono sovrapponibili per gravità a quelle della forma intermedia ma l'esordio avviene a 5-8 anni. Le bolle tendono a concentrarsi a mani e piedi per poi diffondersi ai gomiti e alle ginocchia. Si possono riscontrare alopecia cicatriziale, perdita delle ciglia e delle sopracciglia, anomalie dello smalto, distrofia ungueale, perdita delle lamine ungueali, contratture alle dita. Possono essere coinvolte le mucose, in particolare quella del cavo orale ma questo avviene meno frequentemente rispetto alle forme severa e intermedia.
- L'epidermolisi bollosa giunzionale generalizzata con atresia pilorica è una forma rara a trasmissione autosomico recessiva causata da mutazioni nei geni ITGA6A e  ITGB4, codificanti per l'integrina α6β4. Questa proteina transmembrana si trova tra la placca interna dell'emidesmosoma e la lamina lucida e il distacco avviene solitamente appena al di sopra di quest'ultima. Questa caratteristica è motivo di dibattito per la sua inclusione nelle epidermolisi bollose giunzionale invece che nelle semplici. Le lesioni insorgono alla nascita e sono costituite da bolle siero-emorragiche, dolenti, generalizzate, che guariscono con esiti cicatriziali atrofici. Le mucose non sono risparmiate e vengono colpite particolarmente quelle del tratto genito-urinario con stenosi ureterale, ostruzione urinaria, idronefrosi, disuria, ematuria e infezioni delle vie urinarie ricorrenti. Si riscontra invariabilmente atresia pilorica congenita con vomito in seguito ai primi tentativi di allattamento. Si verificano ipoplasia dello smalto e distrofia ungueale. In gravidanza si riscontra poliadramnios. La maggior parte dei pazienti muore nella prima infanzia.[7]
- L'epidermolisi bollosa giunzionale generalizzata con coinvolgimento respiratorio e renale è una forma estremamente rara a trasmissione autosomico recessiva causata da mutazioni nel gene ITGA3, codificante per la subunità α3 dell'integrina. Le lesioni bollose hanno caratteristiche simili a quelle delle altre forme ma esordiscono alcuni mesi dopo la nascita, si rompono trasformandosi in erosioni a lenta guarigione e si risolvono senza esiti cicatriziali lasciando chiazze iperpigmentate post-infiammatorie. Le mucose sono risparmiate. Si possono riscontrare assottigliamento dei capelli, ipotricosi e distrofia ungueale, di solito modesta. Malgrado il quadro cutaneo di modesta gravità, tutti i pazienti sviluppano sindrome nefrosica, polmonite interstiziale e infezioni delle basse vie aeree ricorrenti che portano ad un'insufficienza multiorgano che causa il decesso in età infantile.[8]

Forme localizzate
- L'epidermolisi bollosa giunzionale localizzata è una forma a trasmissione autosomico recessiva causata da mutazioni missense nei geni LAMA3, LAMB3, LAMC2, COL17A1, ITGA6A e ITGB4, codificanti per le subunità della laminina 332, per il collagene di tipo XVII e per l'integrina α6β4. Le lesioni esordiscono alla nascita o in età giovanile e sono costituite da bolle siero-emorragiche, dolenti, limitate alle gambe e ai piedi. Si possono riscontrare anomalie dello smalto, distrofia ungueale ed ipercheratosi plantare.[9]
- L'epidermolisi bollosa giunzionale localizzata inversa è una forma rara a trasmissione autosomico recessiva causata da mutazioni nei geni LAMA3, LAMB3, LAMC2, codificanti per le subunità della laminina 332. Le lesioni bollose esordiscono alla nascita o alcuni mesi dopo, sono generalizzate e hanno un aspetto non dissimile da quello delle altre forme di epidermolisi bollosa giunzionale. Nel corso degli anni, tuttavia, tendono a concentrarsi alle pieghe ascellari, inguinali, vulva, vagina, perineo ed esofago. Guariscono con esiti cicatriziali atrofici biancastri. Si associano ulcere corneali, distrofia ungueale e ipercheratosi plantare.[10]
- La sindrome laringo-oculo-cutanea è una forma estremamente rara a trasmissione autosomico recessiva causata da mutazioni nei geni LAMA3a, codificante per la subunità 3α della laminina. Le lesioni esordiscono in età infantile e sono costituite da erosioni a lenta guarigione e tessuto di granulazione esuberante che interessano prevalentemente il viso, in particolare le ali del naso e la bocca ma si possono riscontrare anche a tronco, genitali e arti. L'interessamento delle mucose è frequente e può causare stenosi ed ostruzione laringea; la raucedine è un segno costante. Si possono riscontrare ulcere corneali che possono condurre alla cecità, anomalie dentarie, distrofia ungueale e paronichia.[11]

## Terapia
Attualmente si sta sperimentando la terapia genetica per curare la malattia.

## Prognosi
La prognosi cambia a seconda della tipologia nella peggiore ipotesi essa è infausta, essendo anche mortale in età neonatale, mentre possono formarsi anemia e vari deficit muscolo-scheletrici.